# Il dottor Pascal
Il dottor Pascal (Le docteur Pascal) è l'ultimo romanzo dello scrittore francese Émile Zola appartenente al ciclo de I Rougon-Macquart pubblicato nel 1893.

## Trama
Il dottor Pascal, figlio di Pierre Rougon e di Felicité Puech, vive semplicemente in una casa di campagna nella cittadina natale di Plassans con la fedele serva Martine e la nipote Clotilde figlia del fratello Aristide. Egli si dedica allo studio delle leggi sull'ereditarietà dei suoi familiari, estraneo a quello che è l'ambiente della sua famiglia e anche ai contrasti con i Macquart. Non manca di beneficiare i poveri e, assistito dalla nipote, trascorre il suo tempo dedicandosi allo studio del sistema nervoso.
Clotilde intanto è diventata grande e, attratta dal lavoro allo zio che le spiega l'importanza delle leggi bio-psicologiche e che stima, si lega sempre di più a lui con un affetto non solo di tipo parentale e, pur essendo promessa sposa al dottor Ramond discepolo di Pascal, ella rifiuta il matrimonio per legarsi ardentemente allo zio diventandone l'amante e suscitando così grande scandalo.
Clotilde, che è molto interessata agli studi di Pascal, ascolta con attenzione e grande coinvolgimento le spiegazioni sulla complessità della sua opera. Si tratta ormai di un completo albero genealogico dei Rougon-Macquart che Pascal tiene continuamente aggiornato con ogni dettaglio ed evoluzione dei membri delle due famiglie.
Intanto i pronostici che erano stati fatti all'inizio del lavoro basati su deduzioni di carattere scientifico si stanno attuando e si sta per concludere la storia di cinque generazioni. Adelaïde Fouque, colei aveva dato origine alla duplice stirpe, muore dopo anni di follia, il giovane nipote Charles muore per una emorragia e il padre Maxime, fratello di Clotilde, giunge alla sua fine consumato da un male incurabile, mentre l'alcolizzato Antoine Macquart, figlio di Adelaïde e del suo amante muore tra pene atroci per una combustione creatasi spontaneamente. 
Mentre Clotilde si trova a Parigi per assistere il fratello in punto di morte, il dottor Pascal, che era già ammalato, si aggrava e quando Clotilde accorre egli è già morto. Clotilde è comunque serena perché sa di portare nel grembo il bambino dell'amante che alleverà nella casa di Plassans dove è vissuta.

## Edizioni italiane
- trad. anonima, Treves, Milano 1894
- trad. di Mario Porro, Medusa, Milano 2008